# Centre européen de saxophone
 (mars 2017).
Si vous disposez d'ouvrages ou d'articles de référence ou si vous connaissez des sites web de qualité traitant du thème abordé ici, merci de compléter l'article en donnant les références utiles à sa vérifiabilité et en les liant à la section « Notes et références ».
Le Centre européen de saxophone a été institué en 1995 à la suite du don de Jean-Marie Londeix de l’intégralité de son fonds personnel à la mairie de Bordeaux. Inauguré le 12 mai 2000, date anniversaire des vingt ans du conservatoire, il fut alors rattaché à la bibliothèque du conservatoire Jacques-Thibaud. Ce fonds d’une valeur intellectuelle et patrimoniale reconnue, constitue par la diversité des supports de sa collection et la rareté des documents un fonds unique en Europe et dans le monde. C’est un lieu indissociable de son fondateur le saxophoniste Jean-Marie Londeix.

## Genèse et raison d'être

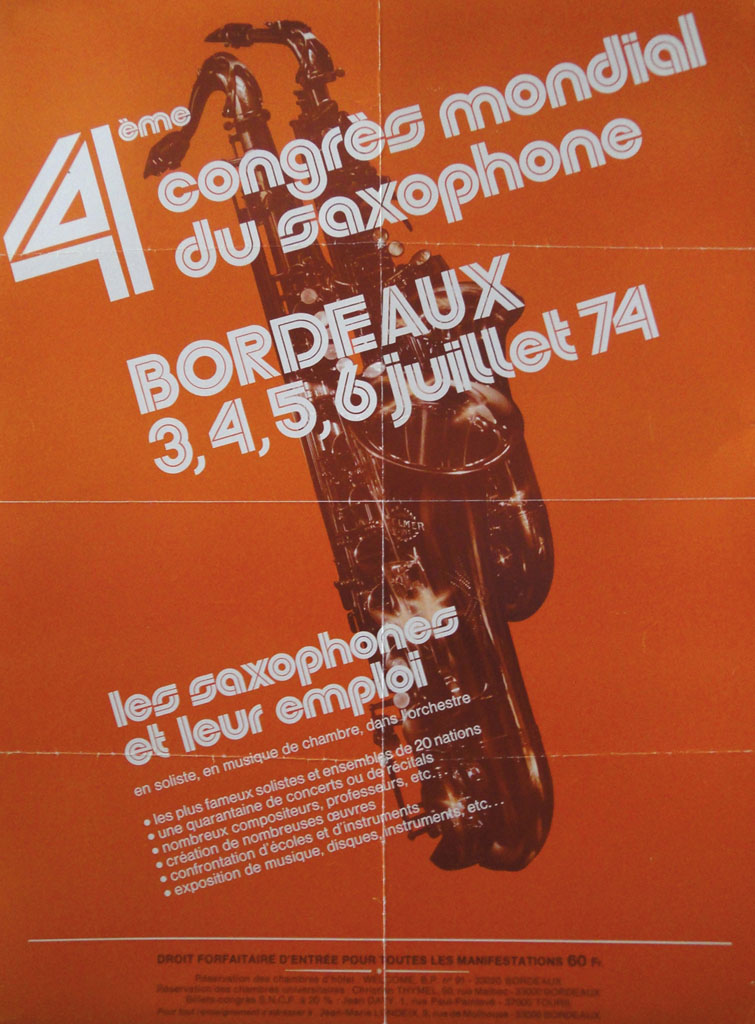

Jean-Marie Londeix a raconté la formation de ce fonds lors d’une conférence donnée à la bibliothèque de Mériadeck à Bordeaux le 27 mai 2010 dans le cadre de l’exposition Bordeaux Saxophones : chroniques musicales 1865-2010 organisée par le conservatoire de Bordeaux :

« L'idée d’un lieu voué à l’instrument que je pratique depuis des lustres a tardivement pris corps en moi, quand je suis arrivé à l’âge de la retraite. Mais c’était l’aboutissement naturel d’une évolution commencée beaucoup plus tôt, qui avait été générée par mes besoins professionnels. En effet, c’est ma double carrière d’enseignant et de concertiste qui m’a peu à peu conduit à réunir cette masse d’éléments, de documents et d’informations souvent inédits, que nous trouvons aujourd’hui au Centre européen de saxophone. Cela n’a jamais été un but en soi.[réf. souhaitée] »

On trouve à Paris, à la Bibliothèque nationale de France et à la Bibliothèque de l’Opéra, nombre de partitions éditées en France depuis le XIXe siècle. Mais on n’y trouve pratiquement pas de pièces pour saxophone éditées à l’étranger, et pratiquement aucune des pièces inédites, publiées à compte d’auteur, que l’on trouve à Bordeaux.
Le fonds des enregistrements est particulièrement précieux. Il permet d’entendre quantité d’œuvres et d’artistes méconnus. Il témoigne de la vie musicale ardente qui se manifeste hors des circuits commerciaux et des lieux convenus. Il atteste de la force créatrice d’artistes dotés d’un talent magnifique et animés d’une foi musicale rare.

## Brève description du Fonds Londeix
Le fonds Londeix comporte 6 500 partitions dont la plupart sont destinés au saxophone et piano ; d’autres pour duos, trios, quatuors, quintettes et plus dont une cinquantaine d’œuvres pour ensemble de 12 saxophones dédiées à l’Ensemble international de saxophones de Bordeaux ; mais aussi des partitions pour ensembles mixtes, tel que des groupes de musique de chambre avec saxophone et divers autres instruments ; des partitions manuscrites. De plus, des enregistrements sont accessibles, 30 disques 78 tours, 500 disques 33 tours, 1000 CD, et, enfin, 100 enregistrements sur bandes. Pour finir, diverses monographies, périodiques, thèses, actes de congrès et correspondances sont rendues disponibles par le fonds Londeix. 
Un exemple notable est la richesse documentaire concernant le 4e Congrès mondial du saxophone organisé par Jean-Marie Londeix sous la présidence de Marcel Mule. Ce fut le premier en Europe après ceux de Chicago (1969, 1970) et Toronto (1972). Il eut lieu à Bordeaux du 3 au 6 juillet 1974 et accueillit plus de 400 saxophonistes venus d’une vingtaine de pays. Le Centre européen du saxophone conserve divers types de documents sur cet événement : correspondance, affiche, articles de presse français et étrangers, enregistrements des concerts (plus de trente heures).